# Жиль Гранж'є
Жиль Гранж'є́ (фр. Gilles Grangier, повне ім'я — Жиль Гасто́н Гранж'є́ (фр. Gill Gaston Grangier); 5 травня 1911, Париж, Франція — 27 квітня 1996, Сюрен, О-де-Сен, Франція) — французький кінорежисер і сценарист. Відомий тривалою співпрацею з акторами Жаном Габеном (більше 10 фільмів), Фернанделем, Луї де Фюнесом. У 1959 році був номінований на премію Золотий ведмідь Берлінського кінофестивалю за фільм «Бродяга Архімед». У 1994 році за діяльність в царині культури посвячений в офіцери Ордена «За заслуги».

## Біографія
Жиль Гастон Гранж'є народився в Парижі 5 травня 1911 року. Відразу після закінчення школи Гранж'є, з раннього дитинства захоплений кінематографом, влаштувався на найближчу кіностудію, де працював посильним, статистом, каскадером, менеджером, асистентом режисера, тобто пройшов усі сходинки виробництва фільмів. Деякий час був помічником Жоржа Лакомба, але в 1939 році, після початку Другої світової війни, був призваний до армії і майже відразу потрапив в німецький полон. У 1942 році був звільнений. Створює компанію Les Prisonniers Associés film company і в 1943 році за участю коміка Ноель-Ноеля знімає свій перший фільм «Адемай — розбійник в ім'я честі» (фр. Adémaï bandit d'honneur). Серед декількох десятків фільмів післявоєнного періоду особливу популярність здобули «Небезпека» (фр. Danger de mort, 1947), «Бензоколонка» (фр. Gas-oil, 1955) та «Включено червоне світло» (фр. Le rouge est mis, 1957). Останні з названих фільмів заклали основу співпраці режисера з Жаном Габеном, який переживав у цей період своє друге сходження на «кінематографічний олімп».
Далі була ціла низка фільмів, де Гранж'є працює з найкращими акторами Франції. Ці стрічки, ймовірно, не завжди позитивно оцінювалися критиками, але безперечно були успішними в комерційному плані: «Помста простаків» (1961, Ж. Габен і Бернар Бліє), «Джентльмен із Епсома» (1962, Габен і Луї де Фюнес), «Кухарство на маслі» (1963, Фернандель і Бурвіль), «Гульвіси» (1965, Л. де Фюнес, Б. Бліє і Жан Лефевр) та інші. Гранж'є був дуже далекий від авторського, елітарного кіно, проте був захоплений сильними сюжетними лініями і міцними характерами. Але в той же час, він був здатний відкрити глядачеві знамениту атмосферу французького кіно, створену Марселем Карне в найкращі роки поетичного реалізму. Не було французького кінематографіста, здатного порівнятися з ним у відображенні обстановки простого бару рано вранці; трудяг, поденників, малярів, що поспішають на роботу й зазирнули сюди зробити перший на сьогодні ковток спиртного; їхні характери, деталі одягу, сленг. Персонажі Гранж'є іноді звичайні, але впізнавані, як реальні навколишні люди, яких він так добре знав, із сусідньої крамниці або найближчої пивної.
У 1970-і роки шістдесятирічний режисер спочатку відійшов від справ, але незабаром знайшов друге дихання для роботи на телебаченні. Серед інших ним створені серіали «Квентін Дорвард» (1971), «Пірати Тихого океану» (1974), «Вільгельм Завойовник» (1980). В останні роки життя він писав книги і служив архіваріусом Асоціації кінорежисерів Франції.
Помер Жиль Гранж'є 27 квітня 1996 в Сюрені (департамент О-де-Сен, Франція) у віці 84 роки.

## Фільмографія
| Рік       |     | Назва українською             | Оригінальна назва                  | Режисер | Сценарист |
| --------- | --- | ----------------------------- | ---------------------------------- | ------- | --------- |
| 1943      |     | Адемаї — бандит честі         | Adémaï bandit d'honneur            | Так     |           |
| 1945      |     | Чорний вершник                | Le cavalier noir                   | Так     |           |
| 1946      |     | Урок водіння                  | Leçon de conduite                  | Так     |           |
| 1946      |     | Пригода Кабассу               | L'aventure de Cabassou             | Так     |           |
| 1946      |     | Тридцять і сорок              | Trente et quarante                 | Так     |           |
| 1946      |     | Зустріч у Парижі              | Rendez-vous à Paris                | Так     |           |
| 1947      |     | Уся справа в пісні            | Histoire de chanter                | Так     |           |
| 1947      |     | Смертельна небезпека          | Danger de mort                     | Так     |           |
| 1948      |     | Через вікно                   | Par la fenêtre                     | Так     |           |
| 1948      |     | Жінка без пропуску            | Femme sans passé                   | Так     |           |
| 1948      |     | Божевільна професія           | Métier de fous                     |         | Так       |
| 1949      |     | Жо Романс                     | Jo la Romance                      | Так     |           |
| 1949      |     | Амеде                         | Amédée                             | Так     | Так       |
| 1950      |     | Кожання і компанія            | Amour et compagnie                 | Так     |           |
| 1950      |     | Маленький зуав                | Au p'tit zouave                    | Так     |           |
| 1950      |     | Жінки божевільні              | Les femmes sont folles             | Так     | Так       |
| 1950      |     | Людина радощів                | L'homme de joie                    | Так     |           |
| 1950      |     | Солом'яний коханець           | L'amant de paille                  | Так     |           |
| 1951      |     | Маленький кардинал            | Les petites Cardinal               | Так     |           |
| 1951      |     | Найсимпатичніший гріх у світі | Le plus joli péché du monde        | Так     |           |
| 1952      |     | Любов, мадам                  | L'amour, Madame                    | Так     |           |
| 1952      |     | Юпітер                        | Jupiter                            | Так     |           |
| 1953      |     | Молодожони                    | Jeunes mariés                      | Так     |           |
| 1953      |     | Діва Рейну                    | La vierge du Rhin                  | Так     |           |
| 1954      |     | Вірте мені                    | Faites-moi confiance               | Так     | Так       |
| 1954      |     | Квітнева рибка                | Poisson d'avril                    | Так     | Так       |
| 1955      |     | Весна, осінь і кохання        | Le printemps, l'automne et l'amour | Так     | Так       |
| 1955      |     | Газойль                       | Gas-oil                            | Так     | Так       |
| 1956      |     | Кров у голову                 | Le sang à la tête                  | Так     | Так       |
| 1956      |     | Відтворення заборонене        | Reproduction interdite             | Так     | Так       |
| 1957      |     | Включено червоне світло       | Le rouge est mis                   | Так     | Так       |
| 1957      |     | Залишилося жити три дні       | Trois jours à vivre                | Так     | Так       |
| 1958      |     | Шах носильникові              | Échec au porteur                   | Так     | Так       |
| 1958      |     | Безлад і ніч                  | Le désordre et la nuit             | Так     | Так       |
| 1959      |     | Волоцюга Архімед              | Archimède, le clochard             | Так     | Так       |
| 1959      |     | Вулиця Монмартр, 125          | 125 rue Montmartre                 | Так     | Так       |
| 1960      |     | Стара гвардія                 | Les vieux de la vieille            | Так     | Так       |
| 1961      |     | Помста простаків              | Le Cave se rebiffe                 | Так     | Так       |
| 1961      |     | Подорож у Біарріц             | Le voyage à Biarritz               | Так     | Так       |
| 1962      |     | Джентльмен із Епсома          | Le gentleman d'Epsom               | Так     | Так       |
| 1963      |     | Мегре і гангстери             | Maigret voit rouge                 | Так     | Так       |
| 1963      |     | Кухарство на маслі            | La cuisine au beurre               | Так     |           |
| 1964      |     | Важкий вік                    | L'âge ingrat                       | Так     | Так       |
| 1965      |     | Гульвіси                      | Les bons vivants                   | Так     |           |
| 1965      |     | Пекельний потяг               | Train d'enfer                      | Так     | Так       |
| 1968      |     | Людина з бьюїком              | L'homme à la Buick                 | Так     | Так       |
| 1968      |     | Сигарета для простачка        | Une cigarette pour un ingénu       | Так     |           |
| 1969      |     | Під знаком бика               | Sous le signe du taureau           | Так     | Так       |
| 1971      | т/с | Квентін Дорвард               | Quentin Durward                    | Так     |           |
| 1972      |     | Простак                       | Un cave                            | Так     | Так       |
| 1974      |     | Жирний Париж                  | Gross Paris                        | Так     | Так       |
| 1974-1979 | т/с | Незвичайні історії            | Histoires insolites                | Так     | Так       |
| 1974      | т/с | Дворічні канікули             | Deux ans de vacances               | Так     |           |
| 1974      | т/с | Скарб на острові              | Insula comorilor                   | Так     |           |
| 1974      | т/с | Пірати Тихого океану          | Piratii din Pacific                | Так     |           |
| 1979      | т/ф | Остров'яни                    | Les insulaires                     | Так     | Так       |
| 1979      | т/ф | Історії бандитів: Стильні     | Histoires de voyous: L'élégant     | Так     | Так       |
| 1980      | т/ф |                               | Jean-Sans-Terre                    | Так     | Так       |
| 1980      | т/с | Авіапоштою, доставка кур'єром | L'aéropostale, courrier du ciel    | Так     |           |
| 1982      | т/с | Вільгельм Завойовник          | Wilhelm Cuceritorul                | Так     |           |
| 1982      | т/ф | Зелені бригади                | Les brigades vertes                | Так     |           |

## Визнання
| Рік                                   | Категорія       | Фільм            | Результат |
| ------------------------------------- | --------------- | ---------------- | --------- |
| Берлінський міжнародний кінофестиваль |                 |                  |           |
| 1959                                  | Золотий ведмідь | Волоцюга Архімед | Номінація |